# Скандальна подія
«Скандальна подія» — радянський фільм-телеспектакль 1991 року, знятий на студії «Ліра» (Ленінградське ТБ).

## Сюжет
Фільм-телеспектакль. За радіоп'єсою Ф. Дюрренматта, творами Б. Брехта і Е. Хемінгуея. В основі фільму — радіоп'єса Ф. Дюрренматта «Страницький і Національний герой».

## У ролях
- Вадим Яковлєв — головна роль
- Юрій Овсянко — головна роль
- Леонід Михайловський — епізод
- Наталія Попова — епізод
- Лев Лемке — епізод
- Євген Тілічеєв — епізод
- Сергій Лосєв — епізод
- Роман Литвинов — епізод
- Лариса Абракова — епізод
- Юхим Іоффе — епізод
- Анатолій Равикович — епізод
- Ірина Мазуркевич — епізод
- Віталій Гальперін — епізод

## Знімальна група
- Режисер — Валерій Саруханов
- Сценарист — Валерій Саруханов
- Оператор — Євген Уткін
- Композитор — Валерій Армен
- Художник — Юрій Пауков